# 알루미늄의 역사

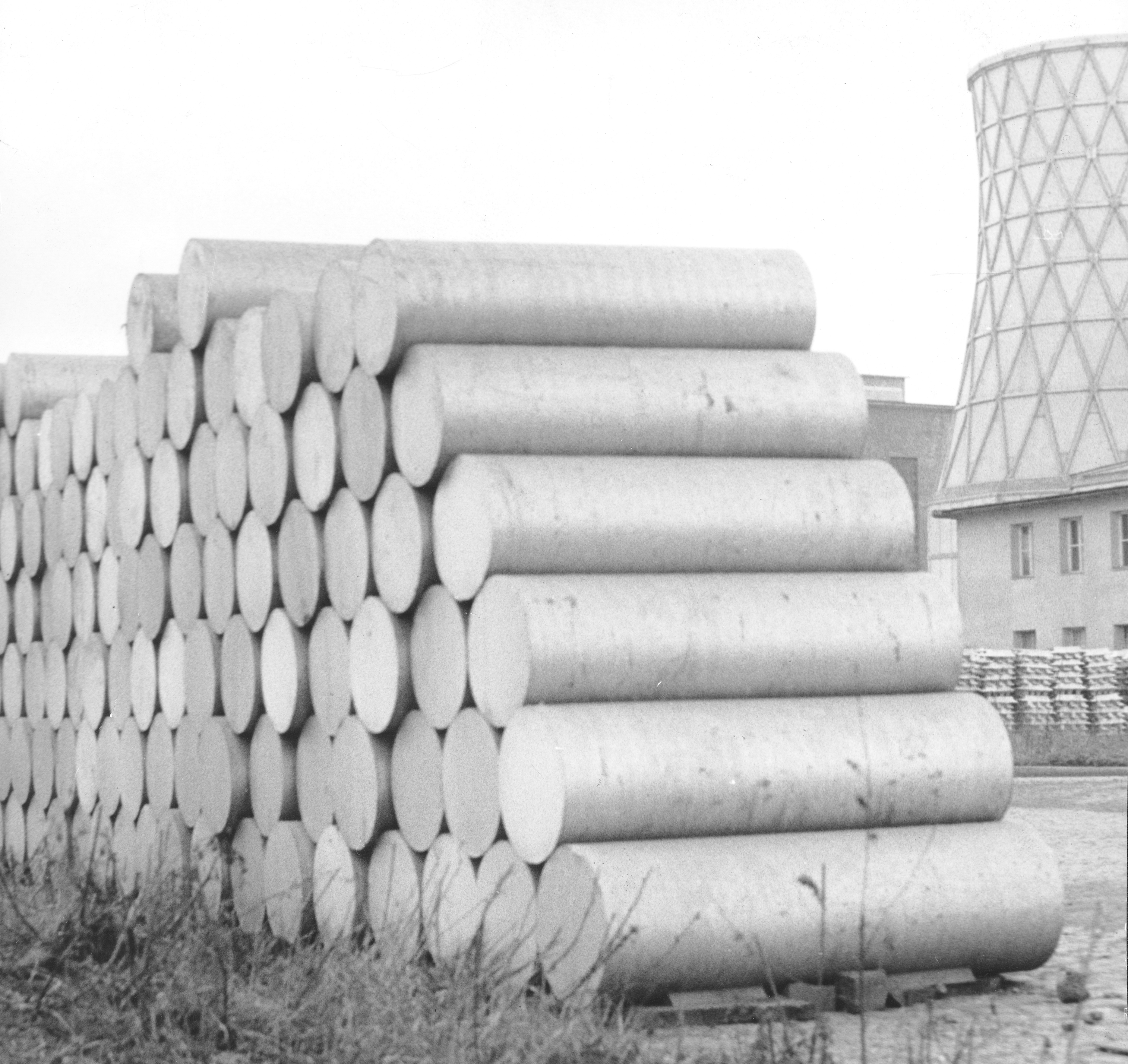
알루미늄의 압출 빌릿

알루미늄 금속은 천연 상태로는 매우 희귀하며, 광석에서 이를 정제하는 과정은 복잡하므로 대부분의 인류 역사에서는 잘 알려지지 않았다. 그러나, 백반 화합물은 기원전 5세기 이래로 알려져 왔으며 고대인들에 의해 염색을 하는 데에 널리 사용되었다. 중세 시기에 알루미늄은 염색에 사용되어 국제 무역 상품이었다. 르네상스 시대의 과학자들은 백반이 새로운 지구의 소금이라고 믿었다. 계몽시대 동안, 알루미나는 새로운 금속의 산화물이라는 것이 밝혀졌다. 알루미늄의 발견은 1825년 덴마크의 물리학자 한스 크리스티안 외르스테드에 의해 발표되었으며, 그의 연구는 독일의 화학자 프리드리히 뵐러에 의해 확장되었다.
알루미늄은 정제하기가 어려웠기 때문에 실제로 사용하는 경우는 드물었다. 발견 직후에는 알루미늄 가격이 금값을 넘어섰으며, 1856년 프랑스 화학자 앙리 생트클레르 드빌이 처음으로 산업 생산을 시작한 후에야 감소했다. 알루미늄은 1886년 프랑스 엔지니어 폴 에루와 미국 엔지니어 찰스 마틴 홀이 독립적으로 개발한 홀-에루 공정과 1889년 오스트리아 화학자 칼 조셉 바이엘이 개발한 바이엘 공정을 통해 대중에게 훨씬 더 유용해졌다. 이러한 공정은 현재까지도 알루미늄 생산에 사용된다.
이러한 방법으로 대량 생산이 가능해진 알루미늄은 내식성이 강하면서 가벼워 산업과 일상생활에서 광범위하게 활용하게 되었다. 알루미늄은 공학과 건축에도 사용하게 되었으며, 제1차, 제2차 세계 대전에서 알루미늄은 항공에서 중요한 전략적 자원이었다. 알루미늄의 세계 생산량은 1900년 6,800 미터톤에서 1954년 2,810,000 미터톤으로 증가했으며, 이때 알루미늄은 비철금속 중 가장 많이 생산되어 구리 생산량을 능가했다.
20세기 후반부터는 알루미늄이 운송과 포장에 쓰이게 되었다. 알루미늄 생산이 환경에 미치는 영향으로 인해 우려의 대상이 되었으며, 알루미늄의 재활용의 기반이 확보되었다. 알루미늄 금속은 1970년대에 원자재로서 거래되기 시작했다. 주생산국이 선진국에서 개발도상국으로 점차 이동하기 시작했고, 중국이 2010년까지 알루미늄의 생산과 소비 모두에서 특히 큰 비중을 차지하였다. 세계 생산량은 계속 증가해 2015년에는 58,500,000 미터톤에 달했고, 알루미늄 생산량은 다른 모든 비철금속 생산량의 합을 초과한다.

## 초기 역사
오늘, 내가 너희에게 튀르크에 대한 승리를 가져다 주마. 그들은 우리가 털을 염색하는 백반을 위해 30만 두카트 이상을 매년 기독교인들로부터 쥐어짜낸다. 이는 백반은 아주 적은 양을 제외하면 라틴에서 찾을 수 없기 때문이다. [...] 하지만 나는 이 물질을 일곱 개의 세계에 공급할 만큼이나 풍부하게 매장된 일곱 개의 산을 발견했다. 만약 당신이 노동자를 고용하고, 용광로를 건설하고, 광석을 제련하도록 명령한다면 당신은 유럽 전체에 백반을 제공하고 튀르크는 모든 이익을 잃을 것이다. 대신 그 이익은 당신에게 갈 것이다 ... — 1461년, 조반니 다 카스트로가 로마 근처의 톨파에서 풍부한 백반원을 발견한 뒤 그의 대부 교황 비오 2세에게

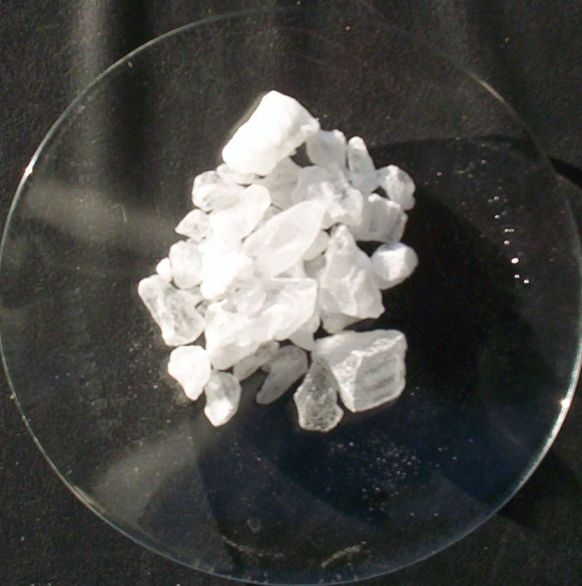
백반의 결정, 자연에서 존재하는 이러한 유형은 고대인에게도 알려졌다.

알루미늄의 역사는 알루미늄 화합물인 백반의 사용으로 형성되었다. 백반에 대한 최초의 기록은 기원전 5세기에 그리스인 역사가 헤로도토스가 쓴 것이다. 고대인들은 백반을 매염제, 약물, 습식 식각, 그리고 적의 방화로부터 요새를 보호하기 위한 불연 코팅에 사용하였다. 알루미늄 금속은 알려지지 않았다. 고대 로마의 작가 페트로니우스는 자신의 소설 사티리콘에서 특이한 유리가 황제에게 바쳐졌다고 언급하였다. 그 물질은 길바닥에 내동댕이쳐도 깨지지는 않고, 변형되기만 할 뿐이었다. 그것은 망치로 치니 원래 모습으로 되돌아갔다. 창안자로부터 이 물질을 생성하는 방법을 아는 사람이 아무도 없다는 것을 알게 되자, 황제는 금값이 떨어지는 것을 막기 위해 창안자를 처형하였다. 이 이야기의 변형은 고대 로마의 역사가 가이우스 플리니우스 세쿤두스의 박물지 그리고 고대 로마의 역사가 디오 카시우스의 로마사에서 간단히 언급되었다. 일부 자료에서는 이 유리가 알루미늄일 수도 있다고 추측한다. 알루미늄 합금이 첫 진 왕조 (265–420) 때 중국에서 생산되었을 가능성이 있다.
십자군 전쟁 이후, 백반은 국제 무역 상품이었으며, 유럽의 패브릭 산업에 있어 필수적인 존재였다. 소규모 백반 광산은 가톨릭 유럽에 있었으나, 백반의 대부분은 중동에서 왔다. 백반은 오스만인들이 수출세를 대폭 올린 15세기 중반 전까지 지중해를 통해 계속 거래되었다. 몇 년 후, 이탈리아에서 백반이 매우 풍부하게 발견되었다. 교황 비오 2세는 오스만과 전쟁을 시작하기 위해 백반 무역으로 얻은 이익을 이용하여 동쪽으로부터의 모든 수입을 금지했다. 새로 발견된 백반은 유럽 약학에서 오랫동안 중요한 역할을 했으나, 교황의 통치로 책정되었던 높은 가격은 결국 다른 주들이 스스로 백반 생산을 하게 만들었다. 이로 인해 16세기에 대규모 백반 광산이 유럽의 다른 지역에도 생겼다.

## 백반의 성질 확인

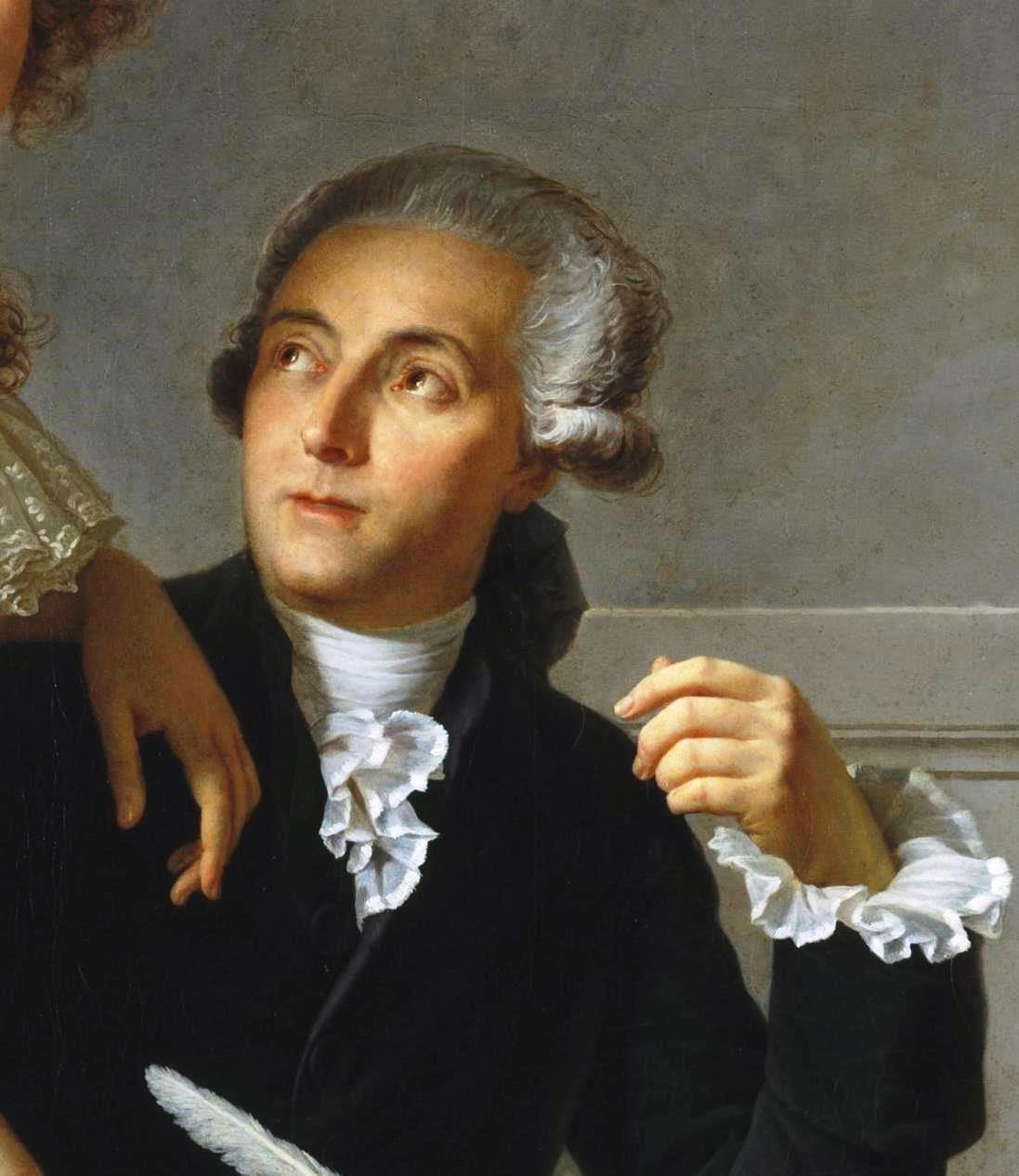
앙투안 라부아지에는 알루미나가 알려지지 않은 금속의 산화물이라는 것을 발견했다.

나는 백반의 금속성이 명백히 입증될 날이 올 것이라 예측하는 것이 딱히 모험적이라고 생각하지 않는다. — 1760년, 파리 과학 아카데미에서 프랑스의 화학자 Théodore Baron d'Hénouville가

## 같이 보기
- 나라별 알루미늄 생산량 목록

## 노트
1. ↑  데빌은 염화 나트륨, 점토, 목탄 혼합물을 가열하면 수많은 작은 알루미늄 방울이 생성된다는 사실을 밝혔다. 이는 과학 아카데미 행사에 발표되었지만 결국 잊혀졌다.[4] 프랑스의 화학자 앙드레 뒤보앵은 붕사, 알루미나, 소량의 중크롬산염과 이산화 규소 혼합물을 도가니에서 가열하면 불순물이 섞인 알루미늄을 생성된다는 것을 발견했다. 붕산은 이탈리아에 풍부하다. 뒤보앵에 따르면, this hints at the possibility that boric acid, potash, and clay under the reducing influence of coal may have produced aluminium in Rome.[4]
2. ↑  A similar story is attributed to Pliny, which mentions instead a light bright metal extracted from clay—a description that matches that of aluminium. Both Petronius and Pliny, however, mentioned glass[6] (and Dio did not mention the material at all).[7] A possible source of the error is French general Louis Gaspard Gustave Adolphe Yvelin de Béville, who was openly cited by Deville in 1864. De Béville searched in the Roman sources for possible ancient mentions of the new metal and discovered among others the story in Satiricon. De Béville might have misinterpreted Petronius's expression aurum pro luto habere (literally "to have gold as dirt"), assuming that lutum stands for "clay" (a possible translation), whereas the word throughout the book actually means something valueless in general. German chemist Gerhard Eggert concluded that this story was erroneous.[6] After evaluating other possible explanations, he announced the original story was also probably made up; however, he did not evaluate Duboin's suggestion.[6]
3. ↑  Alumina was plentiful and could be reduced by coke in the presence of copper, giving aluminium–copper alloys. Existing works by Chinese alchemists show that alloys with a small aluminium content could be produced in China. The Chinese did not have the technology to produce pure aluminium and the temperatures needed (around 2000 °C) were unachievable. A number of high-aluminium artifacts were found in China supposedly relating to the times of the first Jin dynasty, but it was later shown the technology needed to make them was not available at the time and thus the artifacts were not authentic.[8]

## 서지
- Drozdov, Andrey (2007). 《Aluminium: The Thirteenth Element》 (PDF). RUSAL Library. ISBN 978-5-91523-002-5. 2016년 4월 16일에 원본 문서 (PDF)에서 보존된 문서. 2020년 5월 6일에 확인함.
- McNeil, Ian (2002). 《An Encyclopedia of the History of Technology》. Routledge. ISBN 978-1-134-98165-6.
- Nappi, Carmine (2013). The global aluminium industry 40 years from 1972 (PDF) (Report). International Aluminium Institute.CS1 maint: ref=harv (link)
- Richards, Joseph William (1896). 《Aluminium: Its history, occurrence, properties, metallurgy and applications, including its alloys》 3판. Henry Carey Baird & Co.
- Skrabec, Quentin R. (2017). 《Aluminum in America: A History》. McFarland. ISBN 978-1-4766-2564-5.